# Notícias de uma Guerra Particular
Notícias de uma Guerra Particular  (Noticias de una guerra privada) es un documental brasileño de 1999 dirigido por João Moreira Salles y Katia Lund.

## Descripción
Basado en entrevistas con personajes involucrados en la rutina de la trata, la película entrevista a criminales, policías y residentes de la favela de Dona Marta en Río en una guerra diaria que no tiene ganadores y discute cómo la sociedad brasileña aborda la violencia.

## Premios
- 2000 - Festival Internacional de Cine Documental É Tudo Verdade (São Paulo/Rio de Janeiro); mejor documental